# Dolmen de Can Mina dels Torrents
El dolmen de Can Mina dels Torrents és un sepulcre megalític situat en el paratge dels Torrents, del municipi de Palafrugell (Baix Empordà), declarat Bé cultural d'interès local.
Està situat en el vessant nord del puig de Rais, en els terrenys de la finca de Can Mina dels Torrents, d'on pren el nom. Està envoltat de bosc de pins.

## Descripció
Es tracta d'un dolmen de cambra poligonal, sense corredor. La roca natural està rebaixada artificialment, de forma irregular a l'interior de la cambra. La longitud màxima a l'interior és de 2,10 m i l'amplada màxima interior és d'1,60 m. La coberta és d'una sola peça i tapa tota la cambra. No se'n conserva ni el túmul ni el cromlec.